# بطولة أوروبا لكرة الطائرة للسيدات 2001
بطولة أوروبا لكرة الطائرة للسيدات 2001 هو الموسم 22 من  بطولة أمم أوروبا للكرة الطائرة للسيدات. أقيم خلال الفترة 22 سبتمبر 2001 وحتى 30 سبتمبر 2001، وأشرف على تنظيمه الاتحاد الأوروبي للكرة الطائرة، وكان عدد الأندية المشاركة فيه  12، وفاز فيه منتخب روسيا الوطني لكرة الطائرة للسيدات.